# Last Fantasy
Last Fantasy ist das zweite Studioalbum der südkoreanischen Sängerin IU. Das Album erschien am 29. November 2011, wurde in der ersten Woche 7 Millionen Mal heruntergeladen und wurde insgesamt 116.000 Mal verkauft. Die Special Edition war bereits am ersten Tag ausverkauft und bei den Seoul Music Awards 2012 als bestes Album des Jahres ausgezeichnet.

## Musikstil
Der Titelsong You and I (너랑나) stammt aus den Federn von Lee Min-su und Kim Eana, die für IU bereits zuvor die Nummer-eins-Hits Good Day und The Story Only I Didn’t Know schrieben. Der Stil der K-Pop-Ballade wurde auf Eatyourkimchi als „Disney-Musik“ bezeichnet. Produziert wurde das Album von Jo Yeong-cheol.

## Musikvideo
Das Musikvideo handelt von einem Mädchen, das einen Glockenturm bewohnt. In demselben Turm schläft auch ein Junge, der bis dato nicht aufgewacht ist. Das Mädchen sieht sich zusammen mit dem Jungen in der Zukunft und baut deshalb eine Zeitmaschine, um mit ihm zusammen zu sein. Jedoch erwacht der Junge, als sie die Zeitmaschine einschaltet, so dass sie sich verpassen.
Regie führte Hwang Su-a.

## Titelliste
| Nr. | Titel                                                             | Text                | Musik                           | Länge |
| --- | ----------------------------------------------------------------- | ------------------- | ------------------------------- | ----- |
| 1   | Bimil (비밀)                                                      | Kim Eana            | Jeong Seok-won                  | 4:04  |
| 2   | Jamjaneun Sup Sok-ui Wangja (잠자는 숲 속의 왕자 Feat. Yoon Sang) | Park Chang-hak      | Yoon Sang                       | 3:34  |
| 3   | Byeol-eul Chatneun Ai (별을 찾는 아이 Feat. Kim Gwang-jin)        | Heo Seung-gyeong    | Kim Gwang-jin                   | 3:58  |
| 4   | You and I (너랑 나 Neo-rang Na)                                   | Kim Eana            | Kim Min-su                      | 3:58  |
| 5   | Byeokjimunui (벽지무늬)                                           | Yun Jong-sin        | Yun Jong-sin, Lee Geun-ho       | 3:40  |
| 6   | Samchon (삼촌 Feat. Lee Juck)                                     | Lee Juck, IU        | Lee Juck                        | 3:24  |
| 7   | Sarangni (사랑니)                                                 | G.Gorilla, IU       | G.Gorilla                       | 3:33  |
| 8   | Everything’s Alright (Feat. Kim Hyeon-cheol)                      | Kim Hyeon-cheol, IU | Kim Hyeon-cheol                 | 3:33  |
| 9   | Last Fantasy                                                      | Kim Eana            | Kim Hyeong-seok                 | 6:07  |
| 10  | Teacher (Feat. Ra.D)                                              | Ra.D, IU            | Ra.D                            | 4:01  |
| 11  | Gil Ilheun Gangaji (길 잃은 강아지)                               | IU                  | IU                              | 3:14  |
| 12  | 4AM                                                               | IU                  | Corinne Bailey Rae, Rod Bowkett | 3:02  |
| 13  | 라망 (L’amant)                                                    | Jeong Jae-hyeong    | Jeong Jae-hyeong                | 5:52  |

## Rezeption
Das Lied stand für drei Wochen an der Spitze der südkoreanischen Gaon-Charts. Außerdem gewann IU mit You and I sechsmal in Folge bei KBS Music Bank. Insgesamt kamen alle 13 Lieder des Albums unter die Top-20 in den Charts. Bei IZM erhielt das Album jedoch lediglich 3,5 von 5 Sternen.
| Album                                             | höchste Chartposition | höchste Chartposition |
| Album                                             | KR                    |                       |
| ------------------------------------------------- | --------------------- | --------------------- |
| Last Fantasy                                      | 1                     |                       |
| Musiktitel                                        | höchste Chartposition |                       |
| Musiktitel                                        | KR                    |                       |
| You and I (너랑 나 Neo-rang Na)                   | 1                     |                       |
| Bimil (비밀)                                      | 2                     |                       |
| Jamjaneun Sup Sok-ui Wangja (잠자는 숲 속의 왕자) | 3                     |                       |
| Samchon (삼촌)                                    | 4                     |                       |
| Byeol-eul Chatneun Ai (별을 찾는 아이)            | 6                     |                       |
| Byeokjimunui (벽지무늬)                           | 7                     |                       |
| Sarangni (사랑니)                                 | 8                     |                       |
| Teacher                                           | 9                     |                       |
| Everything’s Alright                              | 11                    |                       |
| Last Fantasy                                      | 12                    |                       |
| 4AM                                               | 13                    |                       |
| Gil Ilheun Gangaji (길 잃은 강아지)               | 17                    |                       |
| 라망 (L’amant)                                    | 19                    |                       |